# Mary Curzon, Baroness Curzon of Kedleston

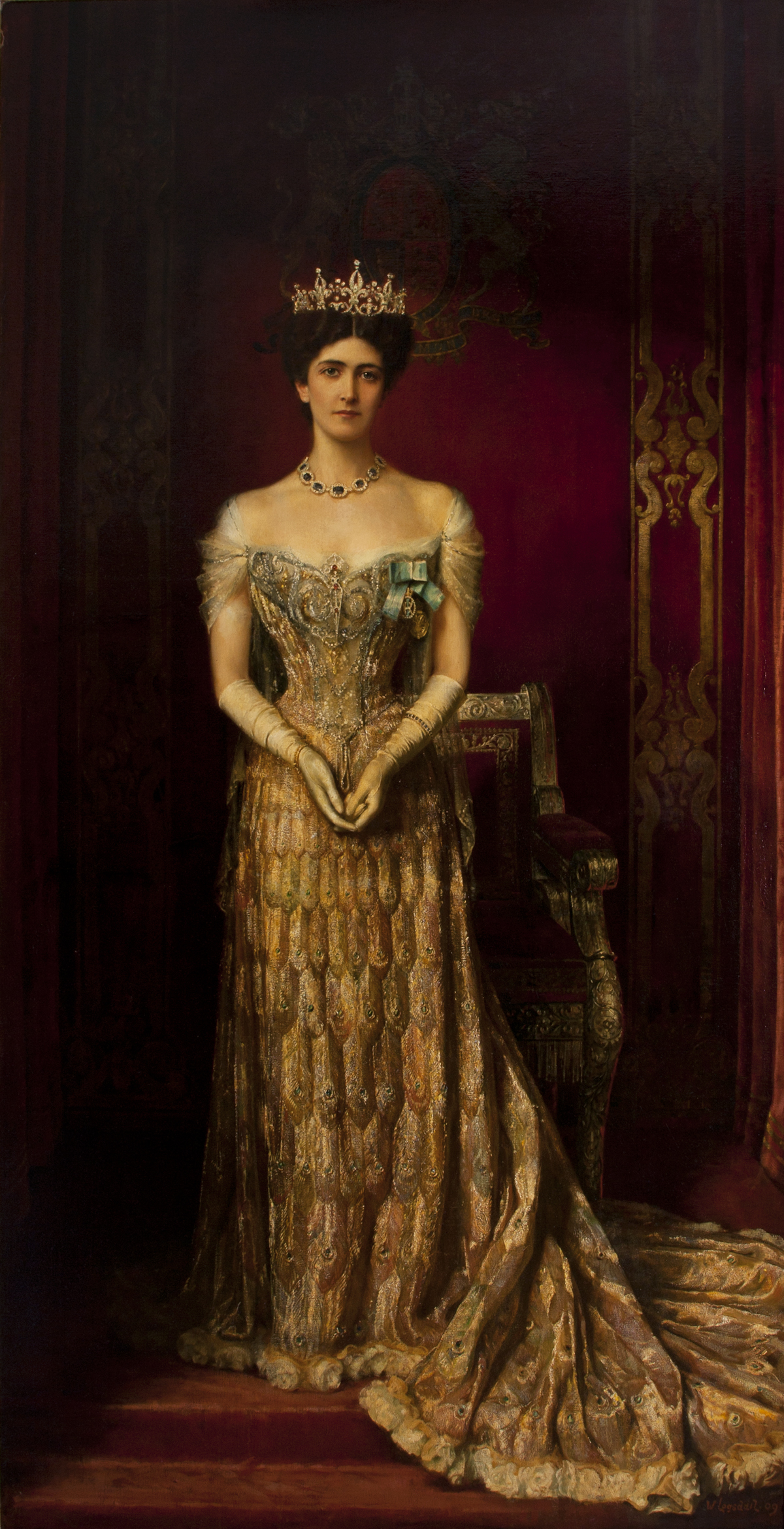
William Logsdail: Lady Curzon mit ihrem Kleid zur Delhi Durbar, Öl auf Leinwand, 1903

Mary Victoria Curzon, Baroness Curzon of Kedleston CI (geborene Leiter, * 27. Mai 1870 in Chicago; † 18. Juli 1906 in London) war eine gebürtige US-amerikanische Staatsbürgerin und durch Heirat britische Adlige und Vizekönigin von Indien.

## Leben
Mary Victoria war die älteste Tochter von vier Kindern des Geschäftsmanns Levi Leiter (1834–1904) und seiner Ehefrau Mary Theresa Carver (1844–1913). Im Jahr 1881 zog ihre Familie nach Washington, D.C. Die Eltern legten großen Wert auf eine gute Erziehung, so bekam Mary Unterricht in Französisch, Zeichnen, Musik, Gesang und Tanz. Ein Professor von der Columbia University lehrte sie in Geschichte, Mathematik und Chemie. Später reiste sie mit ihrer Mutter und einer Gouvernante nach Europa. 1888 wurde sie in die Gesellschaft eingeführt. Die Freundschaft zu Frances Cornelia Folsom, der späteren Ehefrau des US-Präsidenten Grover Cleveland, hielt bis zu ihrem Tode an.

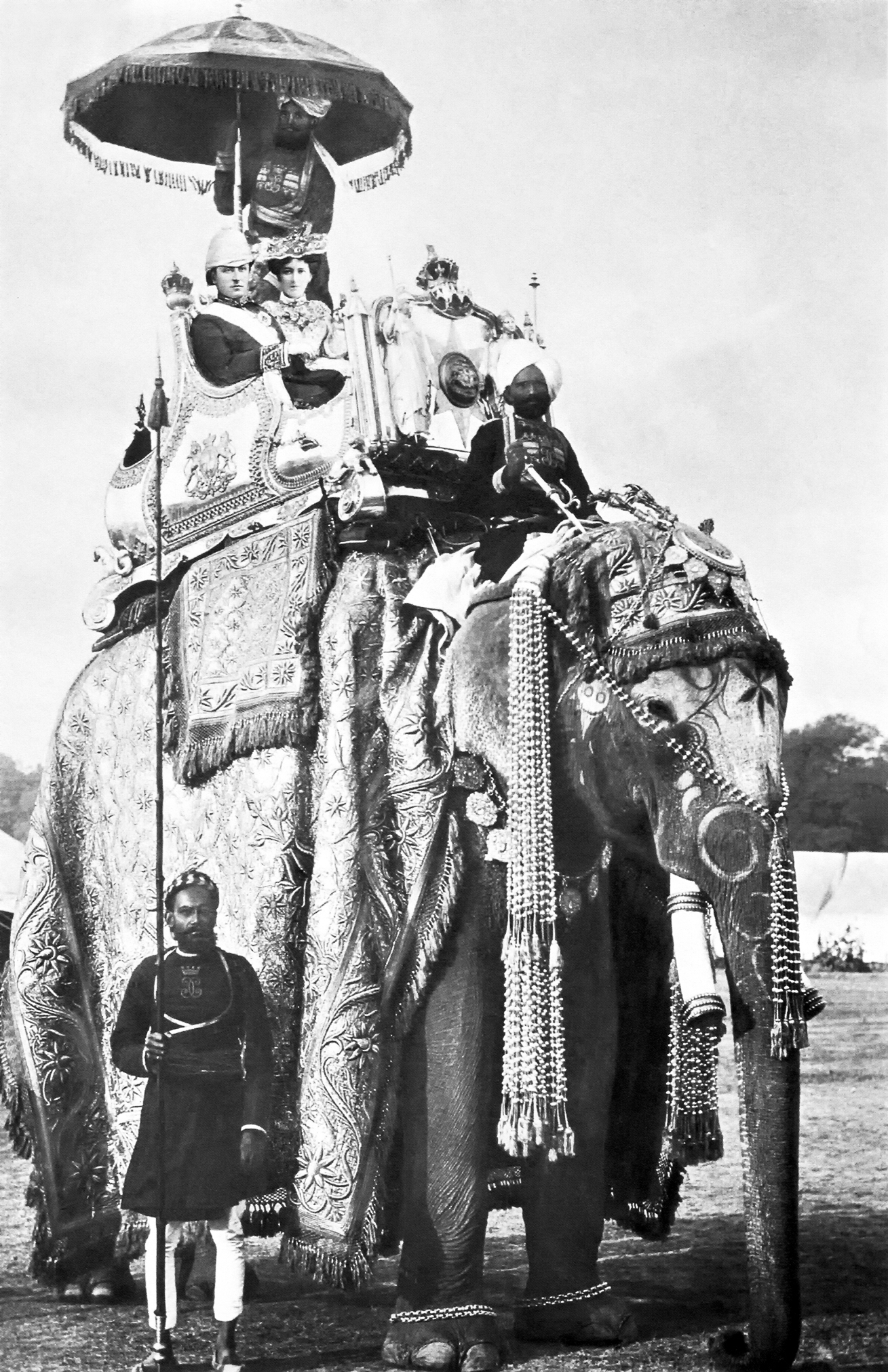
George Nathaniel Curzon mit seiner Ehefrau Mary Curzon auf dem Elefanten „Lakshman Prasad“ in Delhi am 29. Dezember 1902

Mary Curzon, Baroness Curzon of Kedleston und Vizekönigin von Indien (1901)

Durch den englischen US-Botschafter Thomas Bayard wurde Mary Leiter 1894 in die Londoner Gesellschaft eingeführt. Dort lernte sie den 35-jährigen George Nathaniel Curzon (1859–1925), Unterhausabgeordneter und ältester Sohn des 4. Baron Scarsdale, kennen und lieben. Am 22. April 1895 heirateten sie in der St. John's Episcopal Church in Washington. Aus der Verbindung gingen drei Töchter hervor:
- Mary Irene Curzon, 2. Baroness Ravensdale (1896–1966);
- Lady Cynthia Blanche Curzon (1898–1933) ⚭ 1920 Sir Oswald Ernald Mosley, 6. Baronet;
- Lady Alexandra Naldera Curzon (1904–1995) ⚭ 1925 Sir Edward Dudley Metcalfe.

Mary Curzon interessierte sich sehr für Politik und war maßgeblich an der Wiederwahl ihres Ehemannes im Herbst 1895 ins britische Unterhaus beteiligt. Später wurde er zuerst Unterstaatssekretär im India Office und im Außenministerium. Im November 1899 wurde er zum nächsten Generalgouverneur und Vizekönig von Indien ernannt und erhielt dazu den erblichen irischen Adelstitel Baron Curzon of Kedleston, weshalb Mary Curzon fortan den Höflichkeitstitel Baroness Curzon of Kedleston (kurz auch Lady Curzon) führte. Am 30. Dezember 1898 kamen sie in Bombay an und zogen später nach Kalkutta. Als Gattin des Vizekönigs wurde sie am 6. Januar 1899 als Companion in den Order of the Crown of India aufgenommen. Anlässlich der Krönungsfeierlichkeiten von König Eduard VII. und seiner Frau Alexandra organisierte das Ehepaar in Delhi einen großen Festumzug und am Abend einen Ball. Für diesen Anlass trug Lady Curzon ein aufwendiges Abendkleid, entworfen vom Haute-Couture-Haus Worth in Paris, das als Pfauenkleid berühmt wurde und heute in Kedleston Hall zu bewundern ist. Kritik kam auf für die enormen Kosten dieser extravaganten Veranstaltung und ihren persönlichen Lebensstil – doch ihre Verteidiger argumentierten mit den Worten, dass einheimische Betriebe an dem Fest beteiligt waren und das ganze Land davon profitiere. Lady Curzon förderte die Infrastruktur des Landes, insbesondere Seidenwebereien, Stickereien und andere Künstler, die ihre Produkte in Indien und nach Europa verkauften. Zu den Abnehmern gehörte auch ihre Freundin und Modeschöpferin Lady Duff Gordon. Zusammen mit Hariot Hamilton-Temple-Blackwood (1843–1936), Gattin des Frederick Hamilton-Temple-Blackwood, 1. Marquess of Dufferin and Ava, reformierte sie die Krankenhäuser und die Ausbildung einheimischer Ärzte und Krankenschwestern. In Bengaluru wurde zu diesem Zweck das Lady Curzon Hospital gegründet. Am 1. Januar 1903 wurde ihr für ihre Verdienste die Kaisar-i-Hind Medal erster Klasse verliehen.
Lady Mary Curzon starb am 18. Juli 1906 in London an den Folgen einer Unterleibsinfektion, die von einer Fehlgeburt in Indien vorgerufen wurde.

## Sonstiges
- Lady Mary Curzon soll anlässlich eines von ihr auszurichtenden Empfangs zu Ehren eines hochrangigen, überzeugten Abstinenzlers in Bedrängnis geraten sein, da ein englisches Dinner ohne Alkohol die restlichen Gäste verstimmt hätte. So ersann sie eine Möglichkeit, den als Aperitif beliebten Sherry in der mit Curry gewürzten Schildkrötensuppe zu verstecken, wobei eine Sahnehaube als Geruchsverschluss gedient habe. Andere Quellen führen die Entstehung des Rezeptes auf den Wunsch der Lady zurück, nur ihren eigene Alkoholkonsum zu verbergen. Jedenfalls wird dieses Rezept nach ihr seither Consommé Lady Curzon genannt.[4][5]
- Auf einer Rundreise durch Indien sah sie das erste Mal ein indisches Panzernashorn und war von diesen Tieren so fasziniert, dass sie ihren Mann bat, ein Reservat für bedrohte Tiere zu errichten. Daraus entstand später der Kaziranga-Nationalpark.
- 1901 wurde ihr zu Ehren eine Wildrose auf den Namen Lady Curzon getauft. Die Lady Curzon wird in der Rosen-Enzyklopädie als Rugosa Hybride, rein rosa und öfter blühend beschrieben.
- Ihre jüngere Schwester, Margaret Daisy, heiratete 1901 Henry Howard, 19. Earl of Suffolk, 12. Earl of Berkshire.